# Ходорківці
Ходоркі́вці — село в Україні, у Львівському районі Львівської області. Населення становить 223 особи. Орган місцевого самоврядування — Бібрська міська рада.

## Історія
Перша згадка в письмових джерелах про село датується 24 березня 1438 року.
Свєнтослав (Свєх) гербу Леліва, засвідчений у 1415–1441 рр., купив у 1415 р. Сеняву та Ходорковиці у Дмитра Волковича. Синами Свєнтослава (Свєха) були Миколай і земський суддя львівський Гунтер Сенявський з Войнилова (помер близько 1494 р.). Безпосередньо від нього вони успадкували села Сенява та Ходорковиці.
Посідачем чи власником села був руський боярин Бенко (Бенько, Бенедикту) з Кухар.

## Політика

### Парламентські вибори, 2019

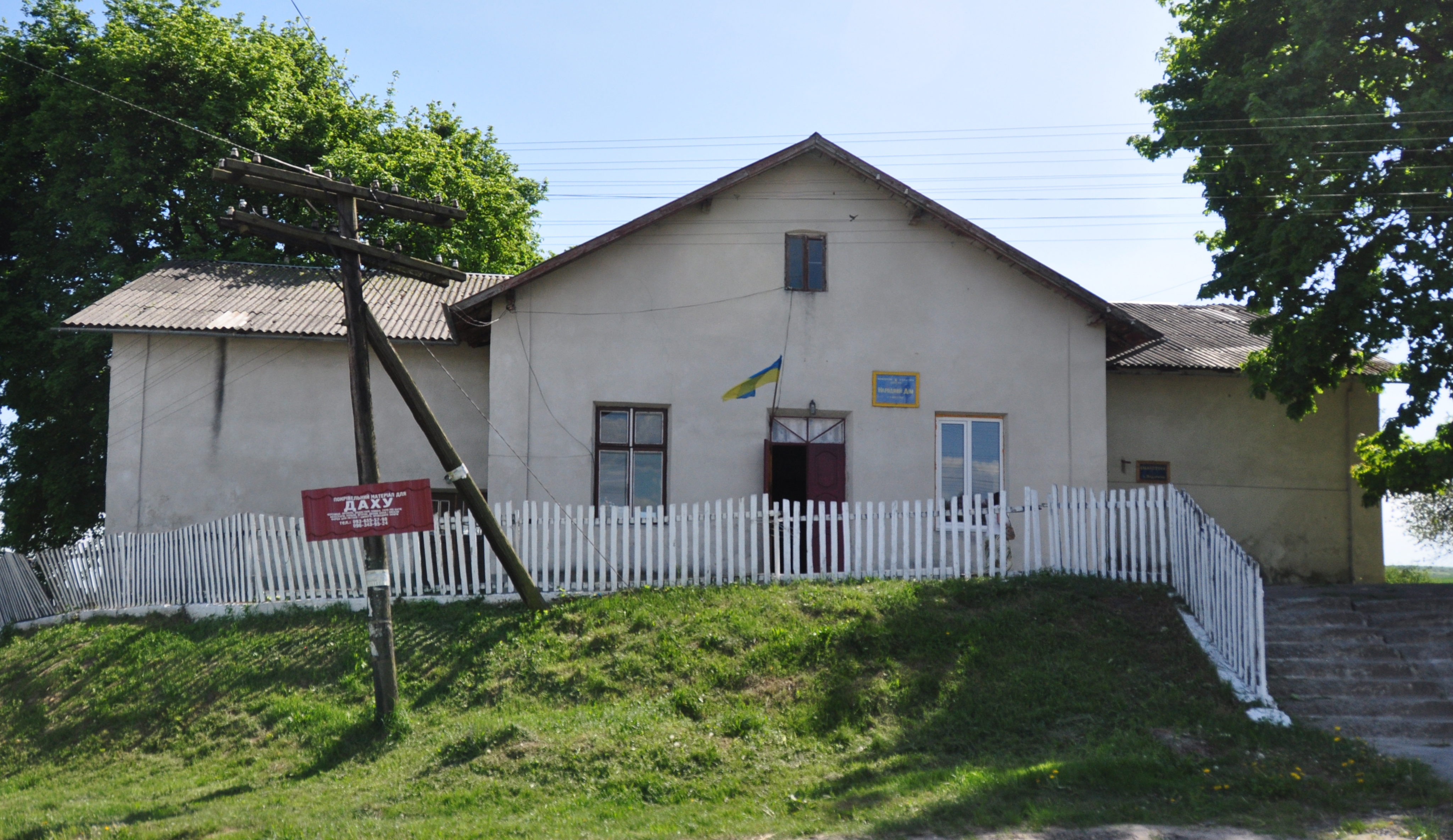
Будинок «Просвіти» (Народний дім) у Ходорківцях

На позачергових парламентських виборах 2019 року у селі функціонувала окрема виборча дільниця № 460303, розташована у приміщенні народного дому «Просвіта».
Результати
- зареєстровано 163 виборці, явка 74,23%, найбільше голосів віддано за «Європейську Солідарність» — 29,75%, за «Слугу народу» — 27,27%, за «Голос» — 10,74%.[5] В одномандатному окрузі найбільше голосів отримав Андрій Кіт (самовисування) — 80,17%, за Андрія Гергерта (Всеукраїнське об'єднання «Свобода») — 6,61%, за Володимира Наконечного (Слуга народу) — 6,61%[6].

## Населення

### Мова
Розподіл населення за рідною мовою за даними перепису 2001 року:
| Мова       | Кількість | Відсоток |
| ---------- | --------- | -------- |
| українська | 223       | 100%     |

## Пам'ятки
- Братська могила[d] радянських воїнів;